# Шиманьский, Юзеф
Юзеф Шиманьский (пол. Józef Szymański) (13 февраля 1931 г., Войнич, Польская Республика — 23 октября 2011 г., Люблин, Польша) — польский историк и геральдист, автор учебников истории и геральдических сборников, доктор гуманитарных наук, профессор, ректор Университета Марии Склодовской-Кюри (1982—1984) и Высшей школы гуманитарных и естественных наук в Сандомире (1995—1998).

## Биография
Юзеф Шиманьский родился 13 февраля 1931 года в Войниче. Окончил среднюю школу в Тарнуве. По окончании школы поступил в Люблинский католический университет на факультет истории, который окончил в 1957 году. После окончания университета с 1957 по 1963 год работал в Научном обществе Люблинского католического университета. В 1964 году защитил докторскую диссертацию в Варшавском университете. В 1963—1969 годах был доцентом Института истории Университета Марии Склодовской-Кюри, в 1970—1972 годах работал в Институте истории Польской академии наук, с 1972 по 1976 год являлся доцентом Силезского университета.
В 1976 году Юзеф Шиманьский вернулся в Университет Марии Склодовской-Кюри, где последовательно занимал следующие должности: 1981—1982 гг. — заместитель декана факультета гуманитарных наук, 1982—1984 гг. — ректор, 1984—1990 гг. — член сената университета, 1990—1993 гг. — директор Института истории.
В 1995—1998 годах занимал пост ректора Высшей школы гуманитарных и естественных наук в Сандомире, основателем которой являлся.
Профессор Юзеф Шиманьский является автором нескольких сот научных публикаций, под его руководством были защищены более 100 магистерских и около 20 докторских диссертаций.
Являлся активным членом Польского исторического общества, а также одним из основателей и вице-президентом Польского геральдического общества.
Научные интересы: история, вспомогательные исторические дисциплины (методологические основы, история письма, историческое редактирование), хронология, геральдика, эпиграфика, кодикология.
Почетный гражданин города Сандомира (2002).

## Основные научные труды
- Kapituła kolegiacka w Wojniczu 1465—1786 (1962),
- Nauki pomocnicze historii (1968),
- Nauki pomocnicze historii. Od schyłku IV do końca XVIII wieku (1969),
- Pismo łacińskie i jego rola w kulturze (1975),
- Nauki pomocnicze historii (1983),
- Herbarz rycerstwa polskiego z XVI wieku (Гербовник рыцарства польского с XVI века) (1993),
- Nauki pomocnicze historii (2001),
- Herbarz średniowiecznego rycerstwa polskiego (Гербовник средневекового рыцарства польского) (2001).